# Davide Ghirlandaio
Davide di Tommaso Bigordi (Florencia, 1452 - Florencia, 10 de agosto de 1525), conocido, como sus hermanos con el apodo de Ghirlandaio, fue un pintor italiano, contemporáneo de Botticelli y de Filippino Lippi.

## Biografía
Hermano de los también pintores Benedetto Ghirlandaio (1458-1497) y Domenico Ghirlandaio (1449-1494), quizá el más célebre de la saga. Sobrino suyo fue el hijo de Domenico, Ridolfo Ghirlandaio (1483-1561).
Trabajó sobre todo como ayudante de Domenico, encargándose también de las finanzas del negocio familiar. Tras la muerte de éste, asumió la dirección del taller y la tutela de su sobrino Ridolfo. De estilo similar al de su más dotado hermano, es sin embargo inferior a él en el dibujo y el modelado de los paños. Una muestra de su trabajo como artista independiente se encuentra en Santa Maria Novella (Florencia) con una tabla, "Santa Lucía y un donante" (datado en 1494). Vasari nos recuerda otros encargos de su mano, como una "Crucifixión con santos", en el cenáculo de Santa Apollonia.
Fue un notable mosaiquista. Suyas son las decoraciones de la Catedral de Orvieto y las del Duomo de Florencia (luneto de la Anunciación), así como las de la fachada de la basílica de la Santissima Annunziata, también en la ciudad del Arno.
| |
| Virgen con el Niño entre los santos Sebastián y Apolonia, temple sobre tabla, Philadelphia Museum of Art. |

|                                                    |
| Retrato de dama de perfil, Berlín, Gemäldegalerie. |

|                                                               |
| Retrato de Selvaggia Sassetti, obra creada entre 1452 y 1525. |

| |
| Davide Ghirlandaio.La Madona y el niño c 1490. Temple y oro sobre tabla. Marco de madera tallada y esgrafiada, con policromía y aplicación de hoja de oro. |